# Alexandre Louis Simon Lejeune
Pour les articles homonymes, voir Lejeune.
Alexandre Louis Simon Lejeune est un médecin et botaniste, né le 23 décembre 1779 à Verviers et décédé le 28 décembre 1858  dans la même ville.
Il est inhumé au Cimetière de Verviers.